# Hermannia exilis
Hermannia exilis är en kvalsterart som beskrevs av Giovanni Canestrini 1897. Hermannia exilis ingår i släktet Hermannia och familjen Hermanniidae. Inga underarter finns listade i Catalogue of Life.